# Орден Георга I
Королівський орден Георга I (грец. Βασιλικόν Τάγμα Γεωργίου Α') — державна нагорода Грецького королівства, заснований королем Костянтином I у 1915 році. Після скасування монархії в 1973 році він вважається династичним орденом колишньої грецької королівської родини.

## Історія
Орден був заснований у 1915 році грецьким королем Костянтином I на честь свого батька Георга I. Це був лише другий грецький орден, створений після ордена Спасителя в 1833 році, і він залишався другою вищою нагородою грецької держави протягом свого існування. Орден був тісно пов'язаний з грецькою монархією, і тому був скасований зі створенням Другої грецької республіки в 1924 році, щоб бути замінений орденом Фенікса. Орден був відновлений разом із монархією в 1935 році, і їм продовжували нагороджувати до остаточного скасування монархії в 1973 році. У 1975 році він був замінений Третьою грецькою республікою на орден Пошани.

## Опис
Орден Георга I має п'ять ступенів:
- Великий хрест (грец. Μεγαλόσταυρος) — носиться знак ордена на поясі на правому плечі та зірка ордена на лівих грудях;
- Великий командор (грец. Ανώτερος Ταξιάρχης) — носить знак ордена на нашийнику, а ліворуч на грудях — орденську зірку;
- Командор (грец. Ταξιάρχης) — носить знак ордена на нашийнику;
- Офіцер золотого хреста (грец. Χρυσούς Σταυρός) — носить нагрудний знак на стрічці зліва на грудях;
- Лицар срібного хреста (грец. Αργυρούς Σταυρός) — носить нагрудний знак на стрічці зліва на грудях.

| Стрічки ордена | Стрічки ордена   | Стрічки ордена | Стрічки ордена         | Стрічки ордена        |
| -------------- | ---------------- | -------------- | ---------------------- | --------------------- |
| Великий хрест  | Великий командор | Командор       | Офіцер золотого хреста | Лицар срібного хреста |